# Ilania Keju
Ilania Alison Keju (ur. 9 kwietnia 1997) – zapaśniczka z Wysp Marshalla. Zajęła 27 miejsce na mistrzostwach świata w 2015. Triumfatorka igrzysk mikronezyjskich w 2014. Mistrzyni Oceanii w 2015 i trzecia w 2016 roku.